# Maks Enker
Maks Enker, właśc. Maksymilian Enker (ur. 1912?, zm.?) – polski saneczkarz żydowskiego pochodzenia, mistrz Polski i wicemistrz Europy.
Pochodził z Krynicy. Należał do klubu Makkabi Krynica. W 1933 roku zajął pierwsze miejsce w saneczkarskiej jedynce na pierwszej Zimowej Makabiadzie w Zakopanem z czasem 2 min.17,6 sek. Jego siostra Regina zwyciężyła w jedynkach kobiet. W następnym roku Enker został wicemistrzem Polski, a w latach 1935 i 1938 mistrzem kraju w jedynkach. W 1938 roku zdobył także brąz w dwójce z Schermerem.
Reprezentował Polskę na Mistrzostwach Europy w Krynicy (1935), na których zajął drugie miejsce w jedynkach, oraz w Garmisch-Partenkirchen (1936).
Według Encyklopedii sportów zimowych Władysława Zieleśkiewicza w latach 40. wyemigrował do Stanów Zjednoczonych.